# Cecil Langley Doughty
Pour les articles homonymes, voir Doughty.
Cecil Langley Doughty (1913-1985) est un dessinateur de bandes dessinées et illustrateur britannique.

## Eléments biographiques
Né le 7 novembre 1913 à Withernsea, il commence véritablement sa carrière après-guerre en 1948 dans les revues Knockout et Children’s Newspapers. Après presque 2400 numéros hebdomadaires cette revue fusionnera en 1965 avec Look and Learn lancé en 1962.
Doughty travaillait déjà pour cette dernière revue puisque les deux magazines appartenaient à la même maison d’édition, Amalgamated Press. Dès lors il se consacrera quasi exclusivement à des illustrations puisque Look & Learn était un journal de type encyclopédique comme pouvait l’être en France Tout L’Univers ou Je Sais Tout également destinés aux enfants. Il aura illustré aussi bien des romans d’aventures comme par exemple Les Mines du Roi Salomon (1978) que des articles scientifiques ou historiques. La qualité et la précision de ces illustrations en feront l’un des illustrateurs vedettes de ce journal.
Doughty en restera un des piliers jusqu’à sa fermeture en 1982. À cette date, il se consacrera uniquement à la peinture jusqu’à sa mort survenue le 26 octobre 1985.
Pour autant tout son début de carrière aura été marqué par la bande dessinée. Après des débuts chez PM Productions et Classic in Pictures, notamment les adaptations de Lorna Doone et Oliver Twist.
À son entrée chez Thriller Comics, la branche petits formats d’Amalgamated Press, il se voit confier différents personnages dont les aventures de Dick Turpin, bandit de grand chemin. Il poursuivra ce genre de cape et d’épée en dessinant le dernier épisode de Jack O’Lantern dans la revue Eagle.